# Therese von Zandt

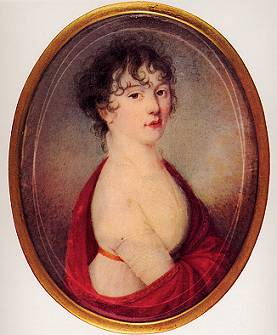
Elfenbeinminiatur einer unbekannten Dame aus Beethovens Nachlass (um 1805), möglicherweise Therese von Zandt; Original im Beethoven-Haus Bonn, Sammlung H. C. Bodmer, HCB V 9 d. – In der älteren Literatur angeblich ein Porträt von Giulietta Guicciardi.

Anna Therese Friederike von Zandt zu Reichartshausen (* 18. Juni 1771 in Düsseldorf; † 26. Dezember 1858 ebenda) war eine deutsche Pianistin und Sängerin. Sie ist die Mutter der Komponisten Friedrich Burgmüller und Norbert Burgmüller.

## Leben

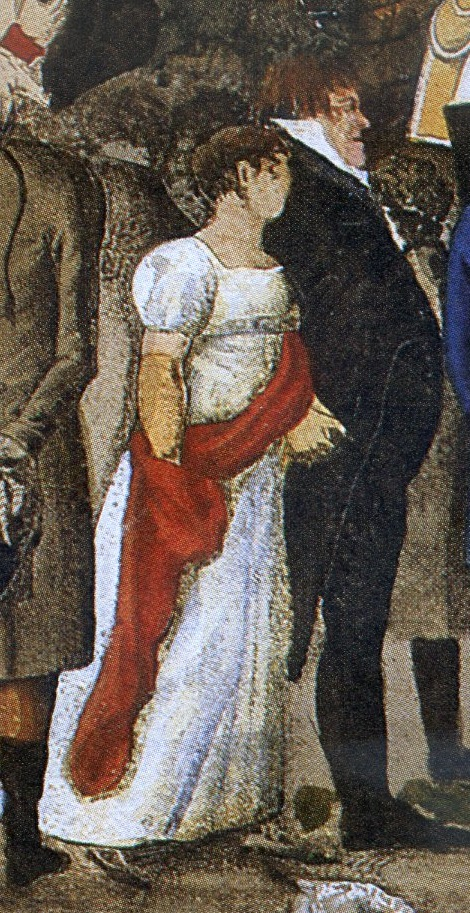
Therese und August Burgmüller als Zuschauer beim Einzug Napoleons in Düsseldorf am 3. November 1811, kolorierter Stich von Johann Petersen (Auszug); Stadtmuseum Düsseldorf. – Wie auf dem Porträt aus Beethovens Nachlass hat Therese hier kurze braune Haare und trägt ein weißes Kleid sowie eine rote Schärpe über der linken Schulter.

Therese von Zandt war die jüngste Tochter der Eheleute
- Johann Gerhard Franz Freiherr von Zandt (* 18. November 1740 in Mannheim; † 18. März 1807 in Düsseldorf-Karlstadt), zuletzt Generalmajor der Kavallerie und
- Maria Sophia Reichsfreiin von Lindenfels (* 8. September 1745 in Schloss Wolframshof bei Kastl; † 28. November 1802 in Düsseldorf).

Sie wurde am 18. Juni 1771 in der Düsseldorfer Neustadt geboren und am 4. Juli in der Martinkirche in Bilk getauft.
Die Mutter Therese von Zandts wurde am 14. September 1799 von Kaiserin Maria Theresia in den Sternkreuzorden aufgenommen; sie selbst war von 1783 bis 1805 Stiftsdame des adeligen freiweltlichen Damenstifts in Asbeck in Westfalen.
Sie lebte aber zunächst weiterhin in Düsseldorf, wo sie am 11. Januar 1792 auch als Sängerin im Konzert eines Musikers namens Ferretti genannt wird, in dem sie mit zwei „Bravour-Arien“ und zwei weiteren Gesangsdarbietungen auftrat.
In den Jahren 1792 bis 1794 war sie dort außerdem Schülerin und Geliebte ihres späteren Gatten Friedrich August Burgmüller, den sie jedoch wieder aus den Augen verlor, als ihre Eltern die Beziehung entdeckten und verboten. Anschließend lebte sie vermutlich in Leipzig, vorübergehend auch in Wien.
Die Wiederbegegnung mit Burgmüller fand erst am 25. August 1804 in Regensburg statt. Am 13. Mai 1805 heirateten beide, im Juni/Juli 1807 übersiedelte das Paar nach Düsseldorf.
In Düsseldorf war sie eine gesuchte Klavierlehrerin. Nach Aussagen des Advokaten und Musikliebhabers Joseph Hertz (1821–1904), einem Freund der Familie, trug sie „durch den vortrefflichen Unterricht, den sie im Clavierspiel in den ersten Familien der Stadt ertheilte“, entscheidend zum Unterhalt der Familie bei. Zu ihren Schülern zählten insbesondere die Kinder des Grafen Franz von Nesselrode-Ehreshoven (1783–1847), darunter Maximilian von Nesselrode-Ehreshoven. Der Graf war später der wichtigste Mäzen ihres Sohnes Norbert. In seinem Ausgabenbuch, einer Art Tagebuch, ist „Madame Burgmüller“ erstmals unter dem 31. Januar 1826 verzeichnet.
Ab 1838 setzte sie sich für die Veröffentlichung von Norberts Nachlass ein und verkaufte einen Teil an den Verlag von Friedrich Hofmeister in Leipzig. Der Vertrag wurde am 17. September 1841 unterzeichnet.

## Mutmaßliche Beziehung mit Beethoven

Vermutlich von Therese von Zandt stammende Adresse auf Beethovens Brief an Rochlitz, 4. Januar 1804; auffallend ist der starke Druck bei den Endzügen der Großbuchstaben R (Rochlitz) und L (Leipzig)

Therese von Zandt, Siegel und Unterschrift, 15. Mai 1804; auffallend ist der starke Druck beim Endzug des Großbuchstabens Z (Zandt)

Der Beethoven-Forscher Klaus Martin Kopitz stellte die These auf, dass Therese von Zandt ab 1798 Mitarbeiterin der von Friedrich Rochlitz redigierten Leipziger Allgemeinen musikalischen Zeitung war und Verfasserin jener Beträge, die dort unter den Kürzel „Z . . . .“ erschienen. Im Herbst 1803 reiste sie demnach nach Wien und empfahl Beethoven den Fidelio-Stoff, den Rochlitz zu dieser Zeit aus dem Französischen übersetzte. Anschließend war sie vermutlich „sieben volle Monate“ Beethovens Geliebte – vom 5. Dezember 1803 bis zum 5. Juli 1804. Zeuge dieser Beziehung war Beethovens damaliger Schüler Ferdinand Ries, der 1803 bis 1805 von Beethoven unterrichtet wurde. Ries erwähnt in seinen Erinnerungen an Beethoven:

„Er war sehr häufig verliebt, aber meistens nur auf kurze Dauer. Da ich ihn einmal mit der Eroberung einer schönen Dame neckte, gestand er, die habe ihn am stärksten und längsten gefesselt – nämlich sieben volle Monate.“

Damit meinte Beethoven vermutlich Therese von Zandt, die laut Kopitz auch die Adresse auf jenen Brief schrieb, den Beethoven am 4. Januar 1804 an Friedrich Rochlitz richtete. Darin teilte er diesem mit, dass er ein von Rochlitz übersandtes, nicht näher bekanntes Libretto nicht vertonen möchte, sondern soeben mit der Vertonung des Fidelio-Librettos begonnen habe. Es ist der einzige bekannte Brief Beethovens an Rochlitz.
Das Libretto stammt ursprünglich von Pierre Gaveaux und wurde zunächst 1798 von Jean Nicolas Bouilly als Léonore, ou L’amour conjugal vertont. Die deutsche Übersetzung von Rochlitz entstand für die zweite Vertonung von Ferdinando Paër und gelangte erstmals anlässlich der Uraufführung von dessen Leonora am 3. Oktober 1804 in Dresden zum Abdruck.
Rochlitz war über diesen „geistigen Diebstahl“ offenbar sehr ungehalten, so dass Beethoven am 5. Juli 1806 in einem Brief an den Leipziger Verlag Breitkopf & Härtel schrieb: „Emphehlen sie mich gütigst hr. v. Rochliz, ich hoffe, sein Böses Blut gegen mich wird sich etwas Verdünt haben, sagen sie ihm, daß ich gar nicht so unwissend in der ausländischen Litteratur wäre, daß ich nicht wüßte, Hr. v. Rochliz habe recht sehr schöne Sachen geschrieben“.
Auf Therese von Zandt dürfte sich auch ein Brief Beethovens beziehen, den er an den Maler Willibrord Joseph Mähler richtete, wahrscheinlich im Dezember 1803:

„Ich bitte sie recht sehr sobald als sie mein Portrait genug gebraucht haben, mir es alsdenn wieder zuzustellen – ist es, daß sie dessen noch bedürfen, so bitte ich sie wenigstens um Beschleunigung hierin – ich habe das Portrait einer fremden Dame, die dasselbe bey mir sah, versprochen, während ihres Aufenthaltes vor [= für] einige Wochen hier, in ihr Zimmer zu geben – wer kann solchen Reizenden Anfoderungen widerstehen.“

Mähler erzählte später dem Beethoven-Biographen Alexander Wheelock Thayer, dass er sein bekanntes Beethoven-Porträt im Winter 1803/04 schuf, als der Komponist gerade mit der Beendigung der Eroica beschäftigt war.

## BeethovensKlaviersonate F-Durop. 54
In der Zeit der mutmaßlichen Beziehung entstanden mehrere bedeutende Werke Beethovens, darunter im Mai/Juni 1804 die zweisätzige Klaviersonate F-Dur op. 54. Es fällt auf, dass sie im Gegensatz zu anderen Klavierwerken dieser Zeit für ein nur 5-oktaviges Instrument entstand (Umfang F1 bis f3). Ein solches Instrument besaß jedoch Therese von Zandt, später benutzte es ihr Sohn Norbert („ein alter fünfoctaviger Flügel, das dürre Instrument, auf dem seine Mutter gelernt hatte“). Die bei diesem Werk fehlende Widmung erklärt sich wahrscheinlich damit, dass Therese von Zandt bereits verheiratet war, als es im April 1806 im Druck erschien.

## Besitzungen
Zusammen mit ihren Geschwistern besaß Therese Burgmüller Teile der Gemeinde Epfenbach, etwa 20 Kilometer östlich von Heidelberg.

## Ehrung
Therese von Zandt zu Ehren wurde im Juni 2018 im Stift Asbeck ein „Theresen-Kabinett“ eröffnet, in dem auch ihre Familie gewürdigt wird.